# Refuge du Rulhe

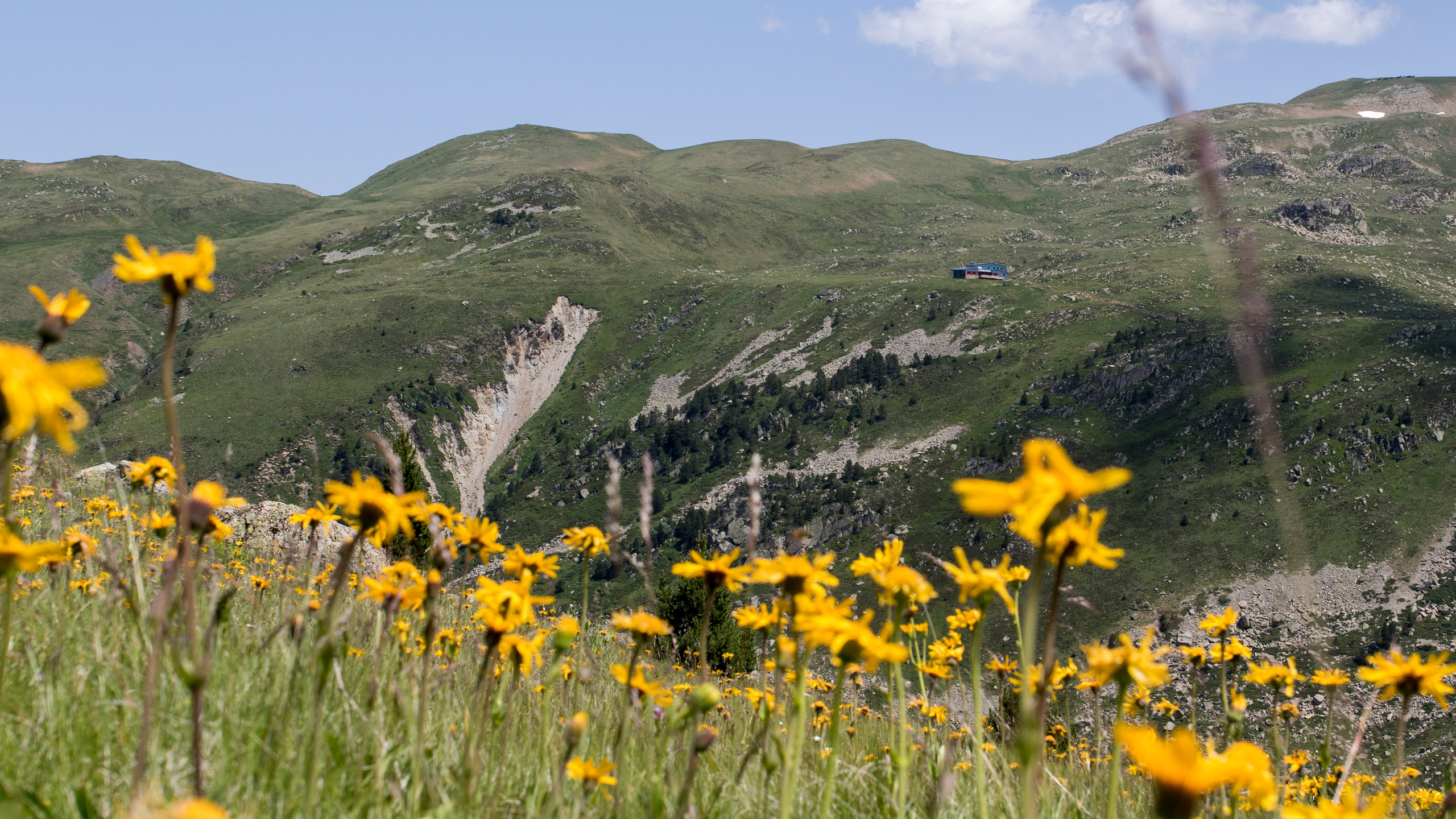
Le refuge vu de Fontargente.

Le refuge du Rulhe est un refuge situé sur la commune d'Aston en Haute Ariège, dans les Pyrénées, à 2 185 mètres d'altitude.

## Caractéristiques et informations
C'est un refuge gardé en période estivale et hivernale avec une offre de restauration adaptée. Il se situe à la croisée des grands chemins de randonnée, à savoir le GR10, le GR107 transfrontalier, le Tour des montagnes d’Ax-les-Thermes et la Haute route pyrénéenne.
L'ouverture hivernale au profit d'une clientèle sportive et qualifiée est possible dans ce refuge, ainsi qu'au refuge du Pinet à Auzat dans le massif du Montcalm.

## Accès
L'accès le plus rapide, au-delà du plateau de Beille, est depuis le parking de l'étang de Laparan (1 545 m) par le GRT 66. Par ailleurs, le sentier de grande randonnée 10 le dessert.

## Ascensions
Plusieurs randonnées et boucles sont possibles, notamment vers :
- les étangs de Fontargente (2 140 m) et l'étang de Joclar (2 327 m) précédé par l'étang de l'Estagnol ;
- le port de Fontargente (2 263 m) pour passer en Andorre ;
- le pic de Rulhe (2 783 m).

## Particularités
Dans les estives de la haute vallée d'Aston, le Rulhe est réputé être le plus accessible des refuges ariégeois et permet la randonnée pour tous, l’escalade (rocher-école avec 19 voies du 4c au 7c), l’alpinisme, la pêche, l'ornithologie et le parapente. L'étang de l'Estagnol est à 15 minutes du refuge. En hiver, le ski de randonnée et la raquette y sont pratiqués et, à une vingtaine de minutes, se trouve la cascade de glace de Joclar.

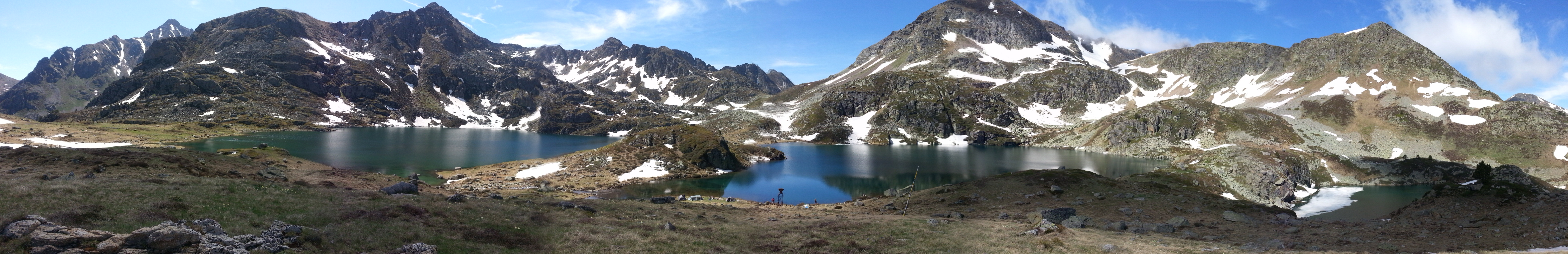
Étangs de Fontargente.